# Consiglio nazionale dei consumatori e degli utenti
Il Consiglio nazionale dei consumatori e degli utenti, in acronimo CNCU, è un organo dello Stato italiano, con funzione rappresentativa delle associazioni dei consumatori e degli utenti a livello nazionale. Contribuisce al miglioramento e al rafforzamento della posizione del consumatore/utente nel mercato. Fa capo al Ministero dello sviluppo economico ed è presieduto dallo stesso ministro o da un suo delegato.
Il CNCU ha funzioni consultive sugli argomenti relativi alla materia dei diritti dei consumatori; esso ha avuto un ruolo di riferimento importante per la stesura del nuovo codice del consumo del 26 luglio 2005.

## Funzioni del CNCU
La legge 30 luglio 1998, n. 281 stabilisce i compiti dell'organismo. Essi sono i seguenti:
- Esprimere pareri, ove richiesto, sugli schemi di disegni di legge del governo, nonché sui disegni di legge di iniziativa parlamentare e sugli schemi di regolamenti che riguardino i diritti e gli interessi dei consumatori e degli utenti;
- formulare proposte in materia di tutela dei consumatori e degli utenti, anche in riferimento ai programmi e alle politiche comunitarie;
- promuovere studi, ricerche e conferenze sui problemi del consumo e sui diritti dei consumatori e degli utenti, ed il controllo della qualità e della sicurezza dei prodotti e dei servizi;
- elaborare programmi per la diffusione delle informazioni presso i consumatori e gli utenti;
- favorire iniziative volte a promuovere il potenziamento dell'accesso dei consumatori e degli utenti ai mezzi di giustizia previsti per la soluzione delle controversie;
- favorire ogni forma di raccordo e coordinamento tra le politiche nazionali e regionali in materia di tutela dei consumatori e degli utenti, assumendo anche iniziative dirette a promuovere la più ampia rappresentanza degli interessi dei consumatori e degli utenti nell'ambito delle autonomie locali. A tal fine il presidente convoca una volta all'anno una sessione a carattere programmatico cui partecipano di diritto i presidenti degli organismi rappresentativi dei consumatori e degli utenti previsti dagli ordinamenti regionali e delle province autonome di Trento e di Bolzano;
- stabilire rapporti con analoghi organismi pubblici o privati di altri Paesi e dell'Unione europea;
- segnalare alla Presidenza del Consiglio dei ministri - Dipartimento della funzione pubblica, eventuali difficoltà, impedimenti od ostacoli, relativi all'attuazione delle disposizioni in materia di semplificazione procedimentale e documentale nelle pubbliche amministrazioni. Le segnalazioni sono verificate dal predetto Dipartimento anche mediante l'Ispettorato della funzione pubblica e l'Ufficio per l'attività normativa e amministrativa di semplificazione delle norme e delle procedure.

## Associazioni rappresentate
Lista delle associazioni facenti parte del Consiglio nazionale dei consumatori e degli utenti:
- ACU
- ADOC
- Adiconsum
- Adusbef
- Altroconsumo
- Asso-consum
- Assoutenti
- Casa del consumatore
- Centro Tutela Consumatori e Utenti - CTCU
- Cittadinanzattiva
- Codacons
- CODICI
- Confconsumatori
- Federconsumatori
- Lega consumatori ACLI
- Movimento consumatori
- Movimento per la difesa del cittadino (MDC)
- Unione nazionale consumatori

## Presidenti del CNCU
- Antonio Lirosi
- Anna Bartolini
- Daniela Primicerio
- Sergio D'Antoni
- Stefano Saglia
- Claudio De Vincenti
- Simona Vicari